# Yoo Seung-jun
Yoo Seung-jun (hangeul : 유승준 ; hanja : 劉承埈 ; MR : Yu Sŭngjun), aussi appelée Steve Yoo, né le 15 décembre 1976 à Séoul, est un chanteur, rappeur, danseur et acteur américain, l'une des idoles de K-pop les plus célèbres de Corée du Sud. Il commence sa carrière en 1997. En 2002, Yoo a été accusé d'avoir échappé au service militaire en devenant citoyen américain. Il est interdit d'entrer en Corée pour toujours. Depuis, Yoo est devenu acteur en Chine.

## Discographie

### Studio albums
| Titre                                                                                         | Détails                                                                                    | Position maximale | Ventes                  |
| Titre                                                                                         | Détails                                                                                    | KOR               | Ventes                  |
| --------------------------------------------------------------------------------------------- | ------------------------------------------------------------------------------------------ | ----------------- | ----------------------- |
| West Side                                                                                     | - Date de sortie : 3 mars 1997 - Labels : Universal Music - Formats : CD, cassette         | NC*               | - KOR : plus de 800 000 |
| For Sale                                                                                      | - Date de sortie : 29 avril 1998 - Labels : Best Media - Formats : CD, cassette            | 2                 | - KOR : plus de 796 412 |
| Now Or Never                                                                                  | - Date de sortie : 15 avril 1999 - Labels : Baeksan Media - Formats : CD, cassette         | 1                 | - KOR : plus de 825 569 |
| Over And Over                                                                                 | - Date de sortie : 10 décembre 1999 - Labels : Warner Music Korea - Formats : CD, cassette | 1                 | - KOR : plus de 530 674 |
| Summit Revival                                                                                | - Date de sortie : 24 novembre 2000 - Labels : West Side Media - Formats : CD, cassette    | 3                 | - KOR : plus de 414 615 |
| Infinity                                                                                      | - Date de sortie : 31 août 2001 - Labels : West Side Media - Formats : CD, cassette        | 2                 | - KOR : plus de 243 119 |
| Rebirth of YSJ                                                                                | - Date de sortie : 18 septembre 2007 - Labels : Genie Music - Formats : CD, téléchargement | —                 | NC                      |
| *Positions non disponibles avant 1998 « — » correspond à un album qui n'a pas été enregistré. |                                                                                            |                   |                         |

### Jeux prolongés
| Titre       | Détails                                                                               | Positions maximales | Ventes |
| Titre       | Détails                                                                               | KOR                 | Ventes |
| ----------- | ------------------------------------------------------------------------------------- | ------------------- | ------ |
| Another Day | - Sorti le : 18 janvier 2019 - Label : YSJ Media Group - Formats : CD, téléchargement | —                   | —      |

### Compilations et albums live
- 98 Live Album (1998)
- New Release + English Version (1999)
- All That Yoo Seung Jun (1999)
- Gold Techno Remix (2000)
- Hidden Story (2001)
- Best & J Duet Collection (2001)
- Yoo Seung Jun 2002 Live (2002)

## Filmographie

### Films
- Little Big Soldier (2010)
- He-Man (2011)
- Planifiez Avec Moi (2012)
- Chinese Zodiac (2012)
- L'Homme du Tai Chi (2013)
- The Wrath of Vajra (2013)
- Long's Story (2014)
- L'artiste de La Rupture (2014)
- Dragon Blade (2015)
- Goût D'Amour (2015)
- Crazy Fist (2017)
- Guerrier Romantique (2017)
- Basket Invictus (2017)
- Blade Master Li Bai (2019)

### Télevision
- Le Patriote Yue Fei (2013)
- Le détective de la dynastie Ming (2020)

## Récompenses et nominations

### Golden Disc Awards
| Année | Catégorie                      | Œuvre         | Résultat |
| ----- | ------------------------------ | ------------- | -------- |
| 1997  | Bonsang (« meilleur artiste ») | Yoo Seung-jun | Lauréat  |
| 1999  | Bonsang (« meilleur artiste ») | Yoo Seung-jun | Lauréat  |
| 2000  | Bonsang (« meilleur artiste ») | Yoo Seung-jun | Lauréat  |

### Mnet Asian Music Awards
| Année | Catégorie              | Œuvre              | Résultat   |
| ----- | ---------------------- | ------------------ | ---------- |
| 1999  | Best Male Artist       | « Passion » (열정) | Nomination |
| 2000  | Best Dance Performance | « Vision » (비전)  | Nomination |
| 2001  | Best Dance Performance | « Wow »            | Lauréat    |
| 2001  | Best Male Artist       | « Wow »            | Nomination |

### Seoul Music Awards
| Année | Catégorie                    | Œuvre         | Résultat |
| ----- | ---------------------------- | ------------- | -------- |
| 2000  | Bonsang (« Prix principal ») | Yoo Seung-jun | Lauréat  |
| 2001  | Bonsang (« Prix principal ») | Yoo Seung-jun | Lauréat  |